# Cruis'nserien
Cruis'nserien är en dator- och TV-spelsserie bestående av racingspel. Serien har funnits sedan 1994.

## Spel

### Huvudserien
| Titel            | Släppår |
| ---------------- | ------- |
| Cruis'n USA      | 1994    |
| Cruis'n World    | 1996    |
| Cruis'n Exotica  | 1999    |
| Cruis'n Exotica  | 1999    |
| Cruis'n Velocity | 2001    |
| Cruis'n          | 2007    |